# Oryzomyini
Tribu
Oryzomyini est une tribu de rongeurs de la sous-famille des Sigmodontinae au sein de la famille des Cricetidae. Elle comprend environ 120 espèces dans une trentaine de genre que l'on rencontre de l'est des États-Unis jusqu'à l'extrémité sud de l'Amérique du Sud, en passant par diverses îles au large des Amériques. Elle fait partie du clade des Oryzomyalia, qui inclut la plupart des Sigmodontinae sud-américains.
Le nom « Oryzomyini » vient du genre type, Oryzomys, qui signifie littéralement « rat du riz ».

## Taxinomie

### Contenu du groupe des Oryzomyini
Le groupe des Oryzomyini a été envisagé pour la première fois par Oldfield Thomas au début du XXe siècle. Il a défini ce groupe de façon à y inclure les espèces pentalophodontes, qui présente une crête sur les molaires des mâchoires supérieures et inférieures, avec un long palais qui s'étend plus loin que les troisièmes molaires. Thomas y inclut Oligoryzomys, Oecomys et Oryzomys (qui comprenait diverses espèces aujourd'hui placées dans d'autres genres), ainsi que Rhagomys, qui est aujourd'hui placée dans la tribu des Thomasomyini. En 1944, Hershkovitz propose une définition élargie de ce groupe, excluant Rhagomys, mais y incluant Nectomys (qui incluait lui-même Sigmodontomys), Neacomys et Scolomys. Plus tard d'autres auteurs ne sépareront pas les Oryzomyini des Thomasomyini, ces derniers se distinguant par leurs courts palais. Parmi ces scientifiques on peut citer Vorontsov, qui en 1959 est le premier à utiliser Oryzomyini comme un groupe officiel. Il y inclut la plupart des Oryzomyini et des Thomasomyini ainsi que des Tylomyinae, qui sont aujourd'hui considérés comme des parents plus lointains.
Les genres Holochilus (incluant à l'époque Lundomys), Pseudoryzomys et Zygodontomys n'en faisaient pas partie à l'époque du fait de leurs molaires tetralophodontes (qui n'ont pas de crête complète) ; Holochilus était considéré alors comme un sigmodont, lié avec Sigmodon et Reithrodon, et Pseudoryzomys et Zygodontomys étaient considérés comme appartenant à une autre importante tribu de rongeurs sud-américains, les Phyllotini. Bien que ne présentant pas de crête complète sur les molaires, ces genres partagent un certain nombre de caractères communs avec les Oryzomyini, et divers travaux de Robert Voss et différents coauteurs au début des années 1990 ont permis de les classer dans la tribu des Oryzomyini.
Dans une étude de 1993, Voss et Carleton proposent la première analyse cladistique des Oryzomyini. Ils incluent 12 genres au sein de cette tribu, et décrivent cinq caractères synapomorphiques : la présence d'une paire de mamelles sur la poitrine ; un long palais marqué par des perforations dans sa partie postéro-latérale, vers la troisième molaire ; l'absence d'une extension de l'os alisphénoïde, qui chez certains Sigmodontinae sépare deux foramen du crâne ; l'absence d'une mécanisme de suspension de l'os squamosal attaché au toit du tympan, le tegmen tympani ; et l'absence de vésicule biliaire. Certains de ces traits de caractères sont réapparus chez plusieurs Oryzomyini ; ainsi Eremoryzomys présente une extension de l'os alisphénoïde.
La composition de la tribu des Oryzomyini est restée très stable depuis, même si le positionnement de certains animaux est sujet à contentieux. Megaoryzomys, un rat aujourd'hui éteint qui vivait sur les îles Galápagos, a été classé successivement dans les tribus Oryzomyini et Thomasomyini, mais cette classification exacte demeure incertaine. Le genre Scolomys a été exclu des Oryzomyini sur la base d'études sur l'ADN mitochondriale sur le gène du cytochrome b, mais une autre étude portant sur l'ADN nucléaire du gène IRBP va dans le sens de son appartenance à cette tribu des Oryzomyini. Handleyomys fuscatus a été placé dans le genre apparenté aux Thomasomyini Aepeomys avant que sa forte apparentée avec H. intectus ne soit reconnu en 2002. Microakodontomys transitorius a été décrit comme une forme transitoire entre les Oryzomyini et les Akodontini, avant d'être par la suite placé parmi les Oryzomyini et même classé quelque temps par erreur comme un Oligoryzomys.
Au début des années 2000, les progrès de la phylogénie moléculaire a permis de mieux comprendre les relations entre les Oryzomyini. Ils sont actuellement classés dans la famille des Cricetidae, dont les autres membres sont les campagnols, les lemmings, les hamsters et les Peromyscus, diverses espèces que l'on rencontre tout particulièrement en Eurasie et en Amérique du Nord. Au sein de cette famille, ils sont placés dans la sous-famille des Sigmodontinae, dont les représentants vivent principalement en Amérique du Sud, mais aussi au sud de l'Amérique du Nord. Les Sigmodontinae comprennent plusieurs tribus, dont la plupart sont placés dans le clade des Oryzomyalia, incluant notamment les Oryzomyini, Akodontini, Phyllotini, Thomasomyini, et d'autres petits groupes, mais il ne comprend pas les Sigmodon et les Ichthyomyini.

### Classification interne
Les relations au sein des Oryzomyini sont longtemps demeurées peu claires, bien que plusieurs études aient tenté d'éclaircir le classification au sein de certains de ses genres. La plus grande difficulté a été de définir le genre type, Oryzomys, qui dans une classification incluait tous les animaux de la tribu actuelle. Certains groupes ont ensuite été exclus de ce genre, mais il comprend encore 40 espèces qui ne forme pas un genre monophylétique.
Dans les années 2000, Marcelo Weksler publie plusieurs études dans lesquelles ils utilisent les résultats de l'analyse phylogénétique sur le gène IRBP, et la morphologie des animaux afin d'établir une classification des Oryzomyini. Il apporte des données qui permettent de clarifier plusieurs relations entre des genres, ainsi que le genre Oryzomys lui-même, puisqu'il classe les espèces d'Oryzomys en environ 10 clades. Dans une publication de 2006, il décrit avec ses coauteurs 10 nouveaux genres où sont placées des espèces auparavant classées dans le genre Oryzomys, et en transfère d'autres vers le genre Handleyomys, ne laissant que 6 espèces au sein d'Oryzomys.
Les travaux de Weksler conduisent à classer les Oryzomyini en quatre principaux clades, conformément à ses analyses génétiques et morphologiques, mais les données demeurant insuffisantes pour certains d'entre eux, le classement de certains genres reste peu clair. Il nomme ces clades de « clade A » à « clade D ». Certaines analyses montrent que les clades C et D sont proches, et sont à leur tour apparentés au clade B, tandis que le clade A a une position de base, bien que d'autres études n'arrivent pas à clarifier les relations entre ces clades. Les quatre clades sont les suivants :
- Clade A comprend seulement les genres Scolomys et Zygodontomys, mais les preuves de la parenté entre ces genres différents du point de vue de leur morphologie et de leur écologie ne sont pas très fortes[20].
- Clade B comprend au moins Oecomys, Handleyomys, Euryoryzomys, Transandinomys, Hylaeamys et Nephelomys, les quatre derniers étant incluent au sein du genre Oryzomys jusqu'en 2006[21]. Amphinectomys et Mindomys sont également placés dans ce clade par certaines analyses[22], mais le premier, dont on ignore la plupart des traits morphologiques, est certainement plus apparenté au genre Nectomys au sein du clade D[23] et les relations du second, comprenant une seule espèce très mal connue, sont obscures et il pourrait être une espèce basale d'Oryzomyini[24].
- Clade C inclut les genres Oligoryzomys, Neacomys, Microryzomys et Oreoryzomys, qui était placés dans le genre Oryzomys jusqu'en 2006[21].
- Clade D comprend les genres Drymoreomys[25], Eremoryzomys, Cerradomys, Sooretamys, Oryzomys, Lundomys, Pseudoryzomys, Holochilus, Aegialomys, Nesoryzomys, Melanomys, Sigmodontomys, Nectomys[21], Amphinectomys[23], et les genres éteints Megalomys[26], Agathaeromys[27] et Pennatomys[28]. Eremoryzomys, Cerradomys, Sooretamys et Aegialomys étaient placés dans le genre Oryzomys avant 2006[21]. Il semblerait que le genre Eremoryzomys occupe une position à la base de ce clade, et qu'on le puisse regrouper par ailleurs deux groupes majeurs, un incluant Holochilus, Lundomys et Pseudoryzomys et l'autre comprenant Nectomys, Amphinectomys, Sigmodontomys, Melanomys, Aegialomys et Nesoryzomys[29], ainsi que les genres éteints Megalomys et Pennatomys[30]. Le premier groupe comprend également les genres éteints Noronhomys et Carletonomys[31].

## Liste des genres
Selon Paleobiology Database (11 novembre 2014) :
- genre Oecomys
- genre Oryzomys

Selon Marcelo Weksler Alexandre R. Percequillo:
- Aegialomys
- †Agathaeromys
- Amphinectomys
- †Carletonomys
- Cerradomys
- Drymoreomys
- †Ekbletomys
- Eremoryzomys
- Euryoryzomys
- Handleyomys
- Holochilus
- Hylaeamys
- Lundomys
- †Megalomys
- Melanomys
- Microakodontomys
- Microryzomys
- Mindomys
- Neacomys
- Nectomys
- Nephelomys
- Nesoryzomys
- †Noronhomys
- Oecomys
- Oligoryzomys
- Oreoryzomys
- Oryzomys
- †Pennatomys
- Pseudoryzomys
- †Reigomys
- Scolomys
- Sigmodontomys
- Sooretamys
- Transandinomys
- Zygodontomys